# 2130 Evdokiya
2130 Evdokiya è un asteroide della fascia principale. Scoperto nel 1974, presenta un'orbita caratterizzata da un semiasse maggiore pari a 2,2525993 UA e da un'eccentricità di 0,1886368, inclinata di 5,61870° rispetto all'eclittica.
L'asteroide è dedicato alla madre della scopritrice del corpo celeste.